# Острая Сопка (село)
Острая Сопка (каз. Острая Сопка) — упразднённое село в Шемонаихинском районе Восточно-Казахстанской области Казахстана. Входило в состав Каменевского сельского округа. Упразднено в 2000-е годы.

## Население
По данным всесоюзной переписи 1989 года в селе проживало 172 человека, основное население русские.
В 1999 году население села составляло 39 человек (21 мужчина и 18 женщин).